# Vanessa Beecroft
Vanessa Beecroft (ur. 1969 w Genui) – współczesna włoska artystka mieszkająca w Los Angeles.

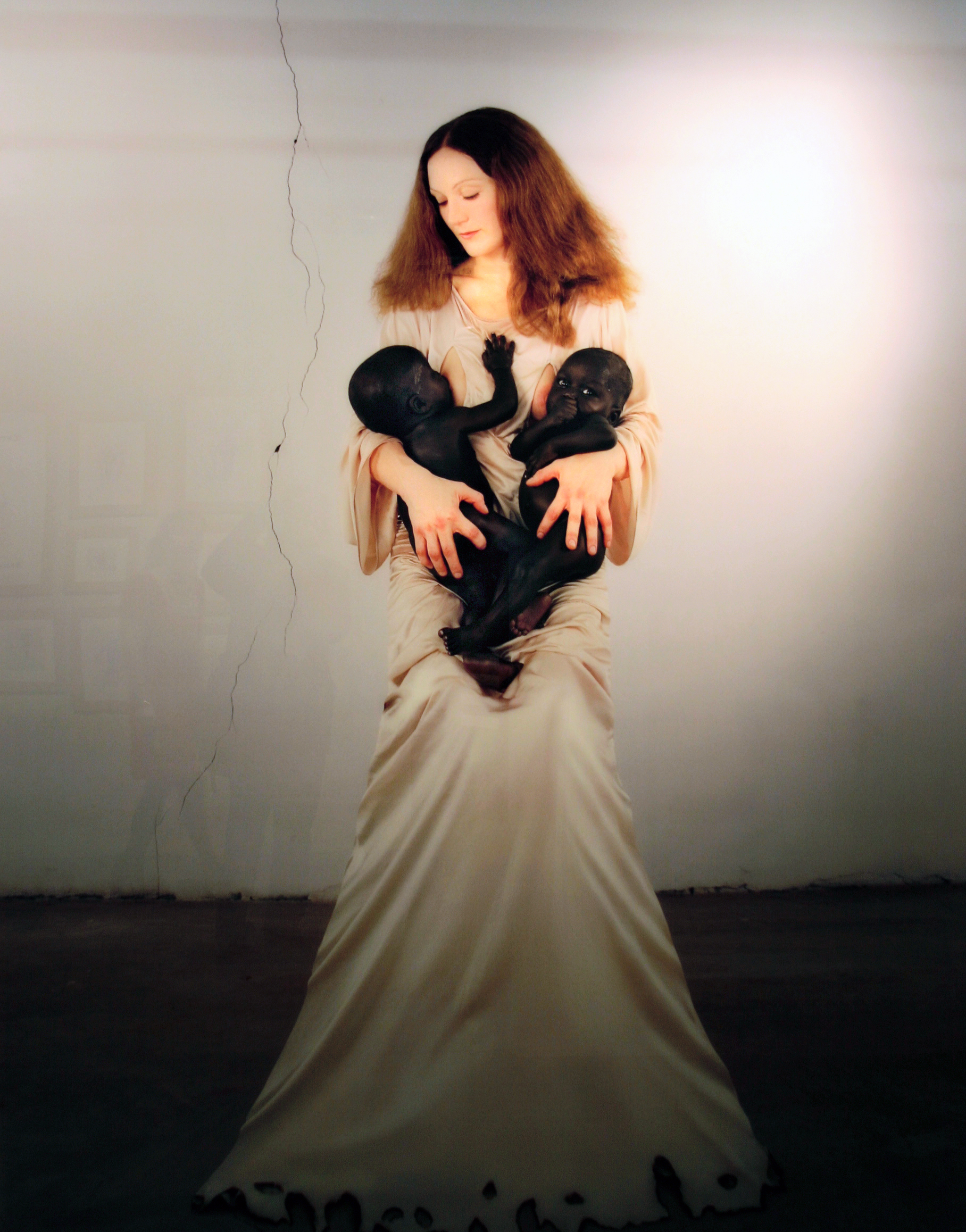
White Madonna with Twins 2006.

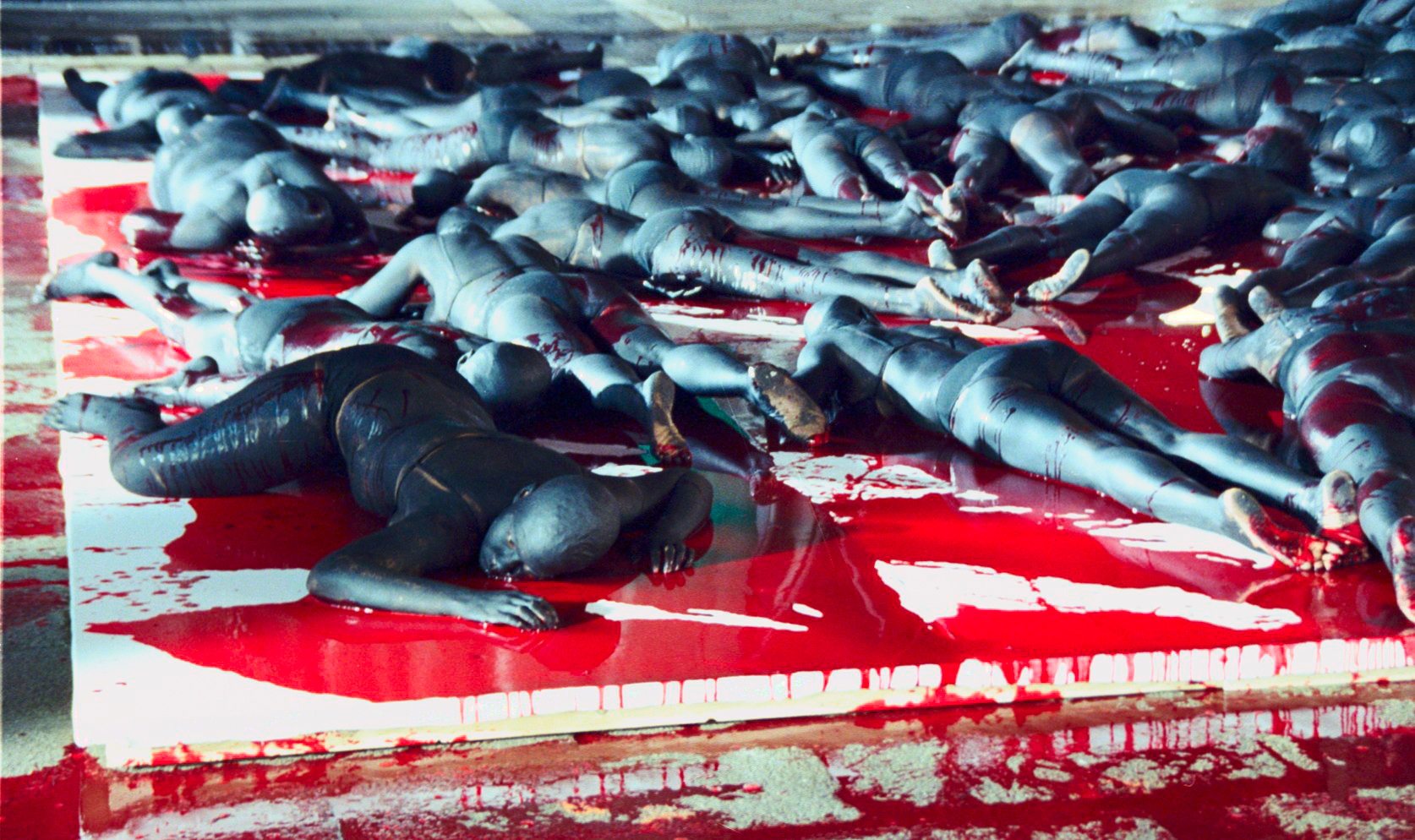
Still Death! Darfur Still Death.

## Praktyka artystyczna
Działalność Vanessy Beecroft jest połączeniem spraw i problemów estetycznych, koncentrujących się w dużej mierze na sztuce performance, zazwyczaj angażującego żywe modelki (często nagie). Artystka w swoich akcjach wykorzystuje nagrania video jako dokumentacje przeprowadzonych działań, jak również samodzielne dzieła sztuki. Beecroft stwarza struktury dla uczestników jej „żywych” wydarzeń, aby podkreślić ulotność ich kompozycji, której są udziałem. Spektakle są egzystencjalnymi spotkaniami pomiędzy modelami a publicznością, konfrontacją wstydu i oczekiwania. Każdy performance jest wykonany w specyficznej przestrzeni i często prowokuje pytania zahaczające o politykę i tożsamość w złożonych relacjach między widzem, modelem i kontekstem.
Performance Vanessy Beecroft jest określany jako sztuka, moda, zjawisko błyskotliwe, straszne, sugestywne, prowokujące, niepokojące, seksistowskie. Podstawowym materiałem w pracy jest żywe ciało kobiece, które pozostaje ulotne i odrębne. Te kobiety, głównie rozebrane, podobne, zjednoczone przez detale takie jak kolor włosów lub identyczne buty, stoją nieruchomo i niedostępnie, w przestrzeni, wystawione na widok publiczności.
Jej działalność, bliska malarstwu, stwarza współczesne wersje figuratywnych kompozycji. Większość aktualnej działalności wykazuje nieco teatralne podejście do tematu.

## Performance
Pierwsza wystawą Beecroft był VB01, w Mediolanie, 1993, w którym zaprezentowała serię rysunków z jej „Pamiętnika jedzenia”. W następnym roku wystawiła w Nowym Jorku, po raz pierwszy w Andrea Rosen Galery. Później w 1994, VB08 przeniesiono do P.S.1 w Long Island w Nowym Jorku.
Występy Beecroft miały miejsce w wielu znaczących instytucji sztuki:
VB28 na Biennale w Wenecji w 1997 r.; VB35 na Solomon R. Guggenheim Museum, New York 1998; VB40 w MCA, Sydney, Australia w 1999 r.; VB43 w Gagosian Gallery w Londynie w 2000 r.; VB45 w wiedeńskiej Kunsthalle w 2001 r.; VB50 na Biennale w São Paulo, Brazylia w 2002 r.; VB52 część retrospektywnego show, w Castello di Rivoli w 2003 r.; VB54 wystawa nazywana Terminal 5 w TWA Flight Center z JFK Airport w 2004 r., wystawy, które zostały nagle zamknięte po tym jak budynek stał się celem wandalizmu w trakcie trwania występu.
W październiku 2005, Beecroft wystawiła performance z okazji otwarcia butiku Louis Vuitton w Paryżu. Artystka ustawiła modelki na półkach, obok torebek Louis Vuitton .
VB61, miało miejsce w Pescheria del Rialto w Wenecji w dniu 8 czerwca 2007. Beecroft zaangażowała około 30 sudańskich kobiet leżących twarzą w dół na białym płótnie, na ziemi, symulując zwłoki ułożone na sobie, w odniesieniu do ludobójstwa w Darfur, w Sudanie.
Artystka stara się o adopcje sudańskich bliźniąt, co stało się głównym tematem dokumentu: The Art Star and the Sudanese Twins, który został włączony w do programu Sundance Film Festival’s World Cinema Documentary Competition.

## Życie osobiste
- Urodzona w 1969 w Genui, Włochy
- 1983–1987: Civico Liceo Artistico Nicol Barabino Architettura, Genua
- 1987–1988: Accademia Ligustica Di Belle Arti Pittura, Genua
- 1988–1993: Accademia di Belle Arti, Brera, Mediolan, Włochy

Z małżeństwa z socjologiem Gregiem Durkinem ma dwóch synów.